# Barking Abbey
Barking Abbey var ett kloster för nunnor inom benediktinerorden i Barking i London i England, verksamt från 666 till 1539. Det tillhörde de största och mest betydelsefulla nunneklostren i det medeltida England. Det var ett kungligt kloster och inkluderade helgon och kvinnor ur kungafamiljen bland sina medlemmar. 